# 多賀谷秀保
多賀谷 秀保（たがや ひでやす、1947年11月7日 - ）は、日本の経営者。三菱自動車工業社長を務めた。

## 経歴
静岡県静岡市出身。1966年、静岡県立静岡高等学校卒業。1972年に東京大学経済学部を卒業し、同年に三菱自動車工業に入社。2004年6月に社長兼CEOに就任し、2005年1月に辞任。その後、ミツビシ・モーターズ・ノース・アメリカ取締役会長を務めた。